# ADIVAC
El ADIVAC o Argone Version of the Institute's Digital Automatic Computer, una temprana computadora construida por Argonne National Laboratory, fue basado en la arquitectura IAS desarrollada por John von Neumann. Como con todos las computadores de su era, era una máquina única en su tipo que no podía intercambiar programas con otros computadores (incluso otras máquinas IAS). Comenzó a operar en enero de 1953.